# Peter Fihn
Peter Fihn (* 10. Januar 1908, in Gajdobra, Batschka; † 6. Juni 1998 in Neckartenzlingen) war ein jugoslawisch-deutscher Komponist, Dirigent und Musiker.

## Leben
Seinen ersten Kontakt mit Musik hatte er durch einen Kapellmeister im Geburtsort, bei dem er Unterweisungen für Klarinette, Saxophon und Violine erhielt. Später wirkte er im Streichorchester und im Blasorchester in Gajdobra mit. 1926 trat er für drei Jahre in die Königliche Garde-Regimentsmusik in Belgrad ein. Während dieser Zeit studierte er auch am Stankovic-Konservatorium in Belgrad. Als er nach Gajdobra zurückkam, wurde er Dirigent des dortigen Blasorchesters. Nach dem Krieg lebte er mit seiner Familie zunächst in Österreich und siedelte 1953 nach Deutschland um. Dort war er Dirigent der Schwäbischen Blaskapelle Mittelstadt. Diese Aufgabe übte er 30 Jahre mit Erfolg aus.
Peter Fihn wurde für sein Wirken vielfach ausgezeichnet, so durch das goldene Verdienstkreuz des Bundesverbandes der Blasmusik, mit Verdienstnadel und Bundesfördermedaille in Gold des deutschen Volksmusikerbundes und der Ehrennadel des Oberösterreichischen Blasmusikverbandes.
1992 war er zu Gast beim Neujahrsempfang des Bundespräsidenten in der Villa Hammerschmidt. „Die von ihm komponierten Märsche, Walzer und Polkas machten deutsches Brauchtum auch in Texas bekannt und beliebt ...“, lobte damals Frau von Weizsäcker. 
Sein kompositorisches Schaffen umfasst etwa 100 Werke.

## Werke für Blasorchester
- 1974 Jugendfreude
- 1980 Happy Party Moderne Ouvertüre
- 1983 Im Rhythmus der Zeit Konzertmusik
- 1987 Festliche Prelude
- Festliche Intrade
- Fiesta Ole
  1. Chiu, Chiu, Chiu
  2. Adios mi Chaparrita
  3. Jarabe Tapatio
  4. Choucoune
- Ein Rosenstrauß Walzer
- Glotterbad-Marsch
- Gruß an Mittelstadt Konzertmarsch
- Herr, lass' die Toten ruhen in Frieden
- Jungbläser-Marsch
- Juventas-Marsch
- Liebesgeflüster
- Musik ist wie das Sonnenlicht Konzertmusik
- Old Folks at home
- Remember the old times
- Requiescant in pace
- Sehnsuchts Walzer
- Waldzauber